# Liverpool Plains

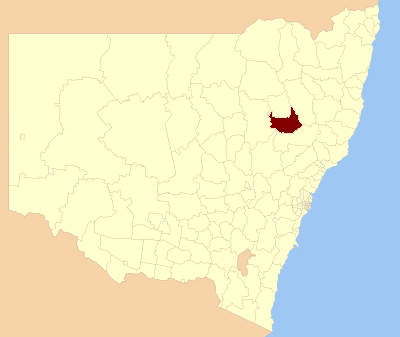
Lage der Liverpool Plains in New South Wales

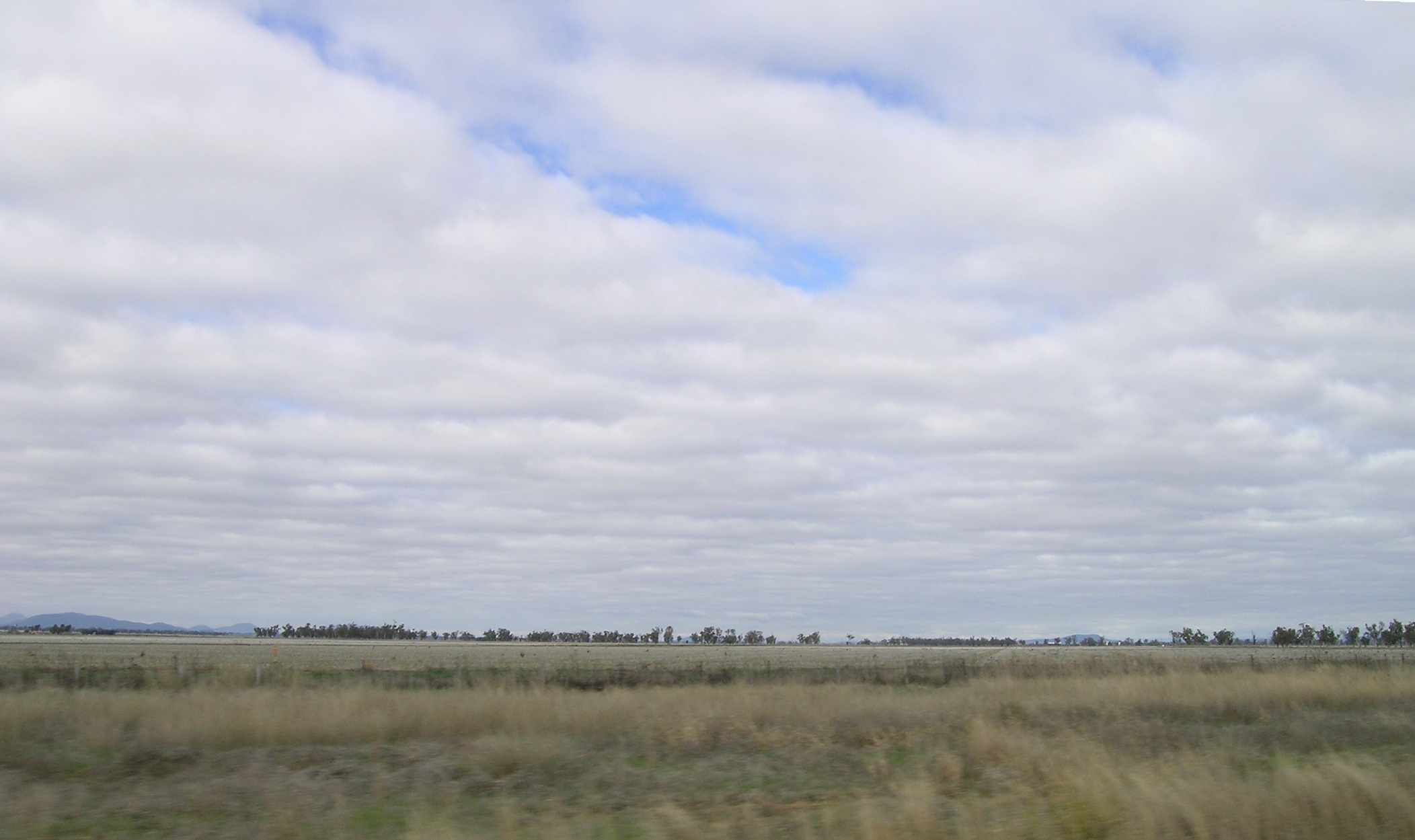
Liverpool Plains bei dem Dorf Carroll in New South Wales

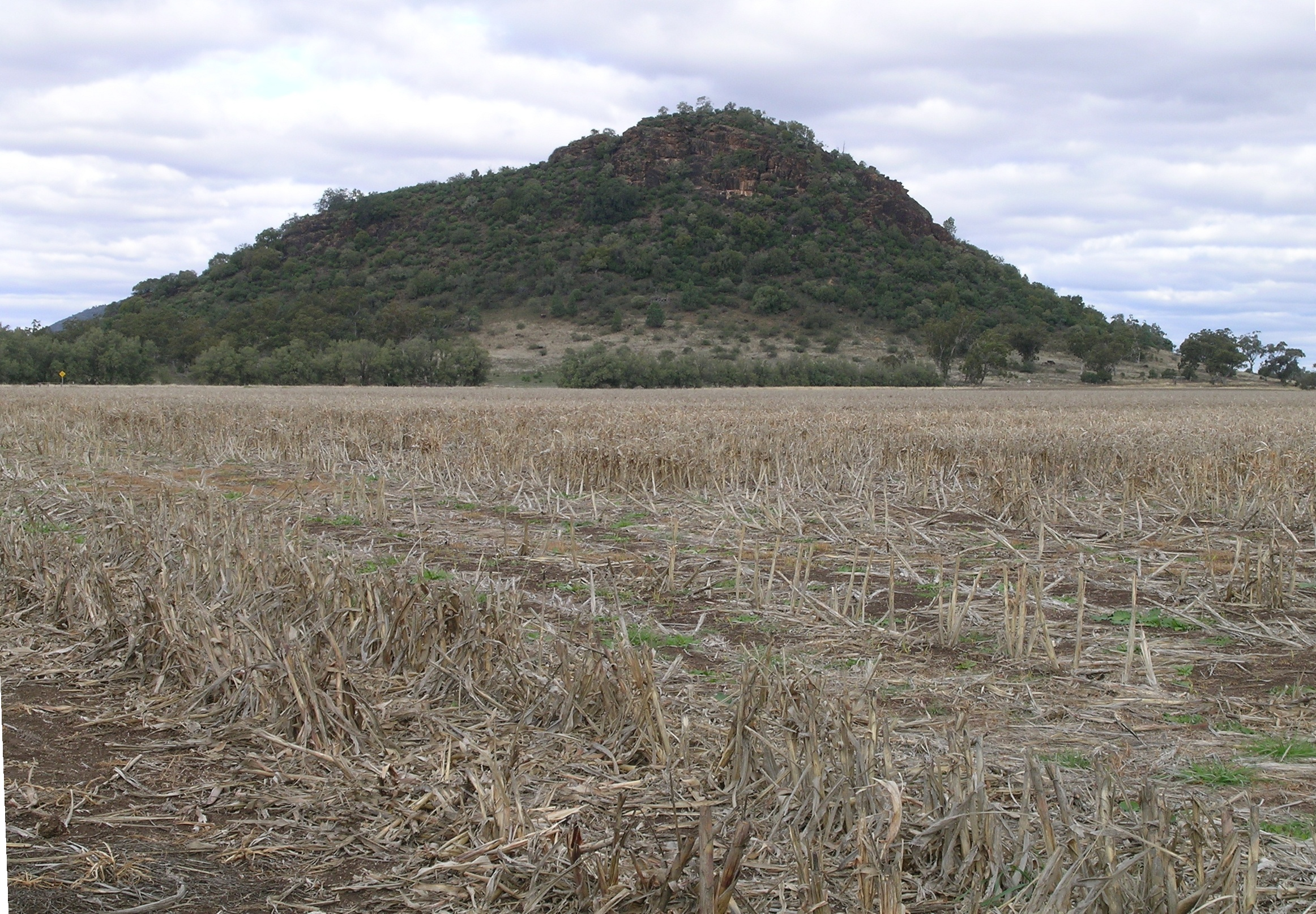
Einer der vielen Hügel, die sich auf den Ebenen erheben

Die Liverpool Plains sind ein Gebiet extensiver Milch- und Landwirtschaft, das sich über etwa 1,2 Millionen ha an den nordwestlichen Ausläufern der Great Dividing Range von New South Wales in Australien erstreckt.

## Beschreibung
Die Ebenen sind vor allem landwirtschaftlich genutztes Land, das östlich an die Great Dividing Range, südlich an die Liverpool Range und westlich an die Warrumbungle Range grenzt. Das Gebiet wird vom Namoi River und seinen Nebenflüssen, dem Mooki River und dem Peel River, entwässert. Es gibt zahlreiche Absenkungen, die sich nach starkem Regen mit Wasser füllen und für längere Zeit als Seen erkennbar sind. Die Ebenen sind ungewöhnlich, da sich auf ihnen unvermittelt zahlreiche steile Hügel erheben.
Städte in dem Gebiet sind Gunnedah,  Narrabri, Quirindi, Werris Creek und Tamworth. Kleine Dörfer sind Breeza, Caroll, Mullaley und Willow Tree.
Der größte Teil der Region wird vom Liverpool Plains Shire Council verwaltet. Allerdings werden substanzielle Teile der Gunnedah- und Tamworth-Region lokal verwaltet.

## Geschichte
Die ursprünglichen Eigentümer dieses Gebiets waren die Aborigines. Als erster Europäer betrat es der britische Offizier John Oxley, als er im Jahr 1818 das Gebiet des Macquarie River erkundete. Die Liverpool Plains wurden nach dem Premierminister von England Earl of Liverpool benannt. Die Liverpool Range wurde erstmals von William Nowland überwunden und der Pass Nowlands Gap als Tor in die Liverpool Plains beschrieben. In den 1830er Jahren erkundete Henry Dangar dieses Gebiet und nahm es im Namen der Australian Agricultural Company in Besitz.
Während der 1860er Jahre raubte Captain Thunderbolt (Fred Ward) mit zwei seiner Komplizen Gasthöfe und Postkutschen in diesem Gebiet aus.

## Landwirtschaft
Das Gebiet ist typisch für eine durch Wald temperierte Region im südöstlichen Australien. Die landwirtschaftliche Besiedlung auf den Liverpool Plains begann in den späten 1820er Jahren, nachdem 1827 ein Pass über die Liverpool Range entdeckt wurde und seit damals entwickelte sich dieses Gebiet zur bedeutendsten landwirtschaftlichen Region von New South Wales. Die bedeutendste Landnutzung ist der Getreideanbau und die Nutzung des Graslands durch die Viehwirtschaft. Hauptsächlich angebaut werden Gerste, Erbsen, Bohnen, Hirse, Sonnenblumen, Sojabohnen, Mais, Weizen und Baumwolle, während das Grasland zur Aufzucht von Rindern und Schafen, vor allem von Lämmern, genutzt wird. Die fruchtbaren Schwemmland-Gebiete wurden gerodet, während große Gebiete auf sandigen Böden und Hügeln von feuerbeständigen Eukalypten und Callitris pine bewachsen sind. 

## Kohlebergbau

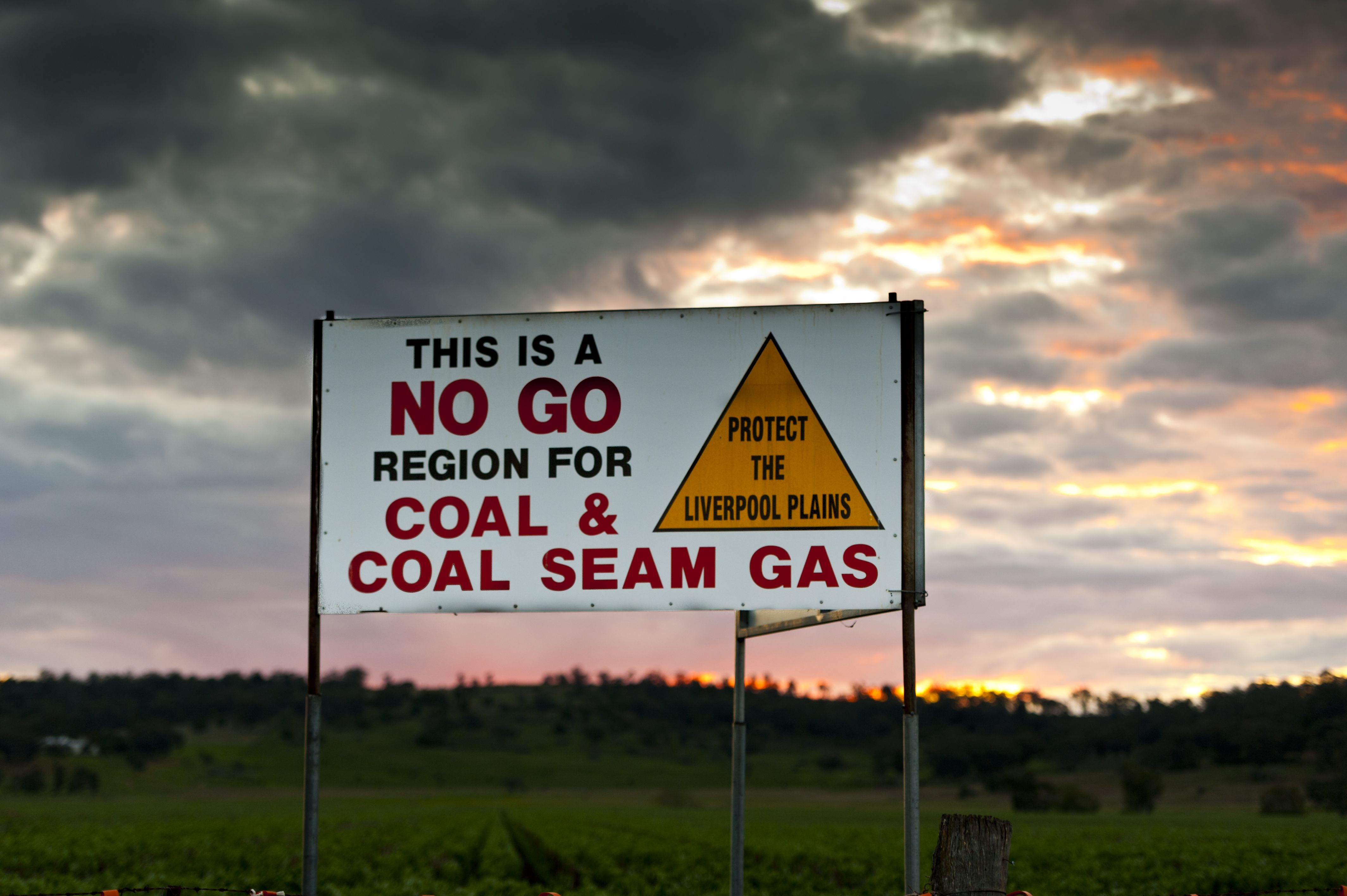
Schild gegen die Freisetzung von Flözgas.

Die Landwirtschaft auf den Liverpool Plains wird von der Ausweitung der Suche nach Kohlevorkommen durch BHP Billiton bei Caroona und der China Shenhua Energy Company bei Watermark bedroht, die zusammen mit Santos nach Coal Bed Methane bohren, einem Flözgas. Zunehmender Protest, angeführt von der der Caroona Coal action Group, führte zu einer Blockade von Testbohrungen. CCAG setzt sich für eine unabhängige Untersuchung der Auswirkungen von Bergbauaktivitäten auf das Grundwasser vor jeglicher Bergbauaktivität ein.